# Hallgrímskirkja
Hallgrímskirkja je kostel v Reykjavíku na Islandu. Díky výšce 74,5 metrů se jedná o jednu z nejvyšších budov na Islandu. Byl pojmenován po Hallgrímuru Péturssonu. Projektoval jej architekt Guðjón Samúelsson v roce 1937. Jeho stavba začala v roce 1945 a byla dokončena o 41 let později, roku 1986. Díky své poloze v centru se stal jedním ze symbolů města.